# Gelis wheeleri
Gelis wheeleri är en stekelart som först beskrevs av Charles Thomas Brues 1903.  Gelis wheeleri ingår i släktet Gelis och familjen brokparasitsteklar. Inga underarter finns listade i Catalogue of Life.